# Elsa Andersson (simhoppare)
Elsa Helena Andersson (senare gift Cordes), född 19 augusti 1894 i Stockholm, död 26 januari 1994 i San Francisco, Kalifornien, USA, var en svensk simhoppare. Hon tävlade för Stockholms KK och deltog som 17-åring i Olympiska sommarspelen 1912 i Stockholm i försöken i simhopp (raka hopp) från 5 och tio meter. Bland 14 deltagare – av vilka 12 var från Sverige –  lyckades Andersson med knapp marginal ta sig till final, där hon slutade på sjätte plats.